# Korallenwelse
Die Familie der Korallenwelse (Plotosidae) (Gr.: plotos = fließend) oder Aalwelse besteht aus etwa vierzig Arten in zehn Gattungen, die im Indischen Ozean und im Westpazifik bis zu den Fidschiinseln, in Riffen und in angrenzenden Brack- und Süßgewässern leben. Mehr als die Hälfte der Arten lebt in Süßgewässern Australiens und Neuguineas.

## Merkmale

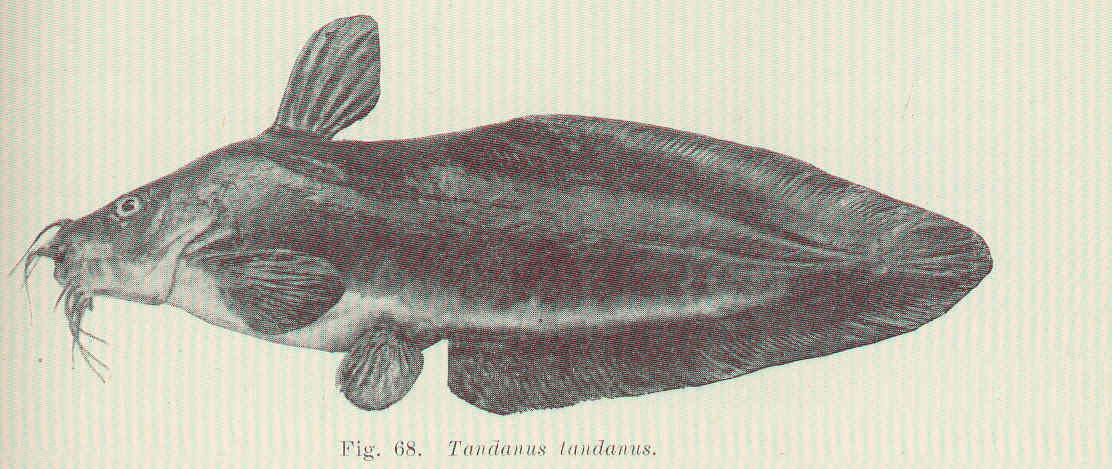
Typische Morphologie eines Korallenwelses (Tandanus tandanus)

Die Fische haben einen langgestreckten Körper mit einem aalartigen, zugespitzten oder abgerundeten Schwanz, der von einem Flossensaum aus zusammengewachsener zweiter Rücken-, Schwanz- und Afterflosse umgeben ist. Die Schwanzflosse ist spitz oder abgerundet. Die erste Rückenflosse ist kurz und hat einen Stachel. Die Gattung Plotosus und einige andere haben Giftdrüsen in ihren Stacheln in der ersten Rückenflosse und den Bauchflossen, die schon tödliche Verletzungen verursacht haben. Eine Fettflosse fehlt. Der Kopf ist für Welse relativ klein, die Zähne sind konisch. Im Unterkiefer finden sich auch backenzahnähnliche Zähne. Die Kiemenmembranen sind nicht miteinander verwachsen. Die Anzahl der Branchiostegalstrahlen liegt bei 7 bis 14. Mit ihren meist vier Paaren Barteln suchen sie ihr Futter am Bodengrund. Die Schwimmblase ist ohne Knochenkapsel.
Der nur aus einer Süßwasserquelle in Südaustralien bekannte Neosilurus gloveri ist mit 8,4 Zentimeter Länge die kleinste Art. Die größte Art Plotosus canius erreicht 1,5 Meter und lebt von den Küsten Indiens bis nach Neuguinea sowohl im Meer als auch in den Unterläufen der Flüsse. Große Arten werden kommerziell befischt. Es wird versucht, sie in Aquakulturen zu züchten.

## Fortpflanzung
Süßwasserarten betreiben Brutpflege und bauen Nester in den Kiesgrund. Meerwasserarten laichen versteckt. Ihre Jungen bilden dichte kugelförmige Schwärme, die über den Boden „rollen“. So sind die Einzeltiere für einen Raubfisch nicht zu identifizieren und dadurch geschützt.

## Systematik

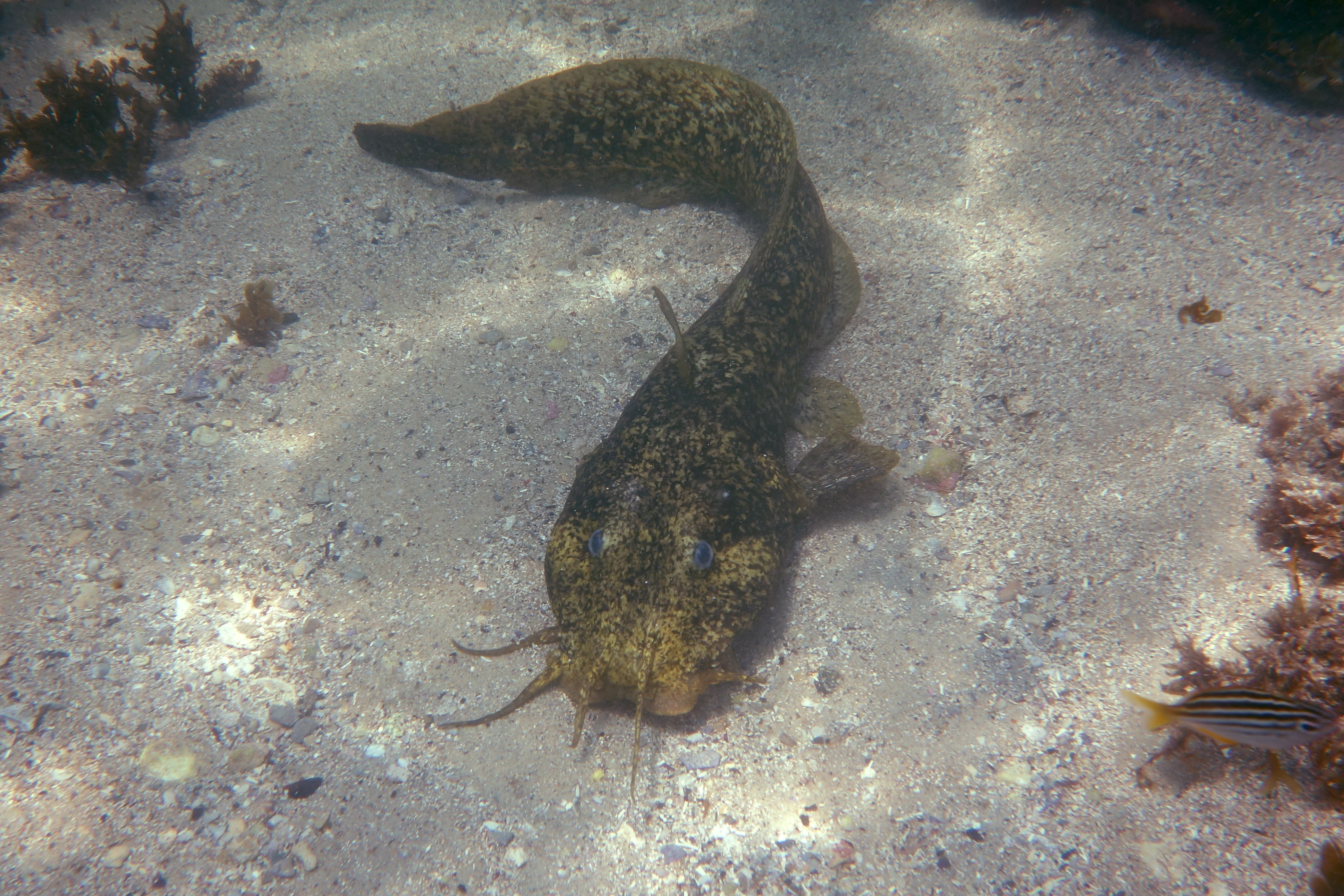
Cnidoglanis macrocephalus

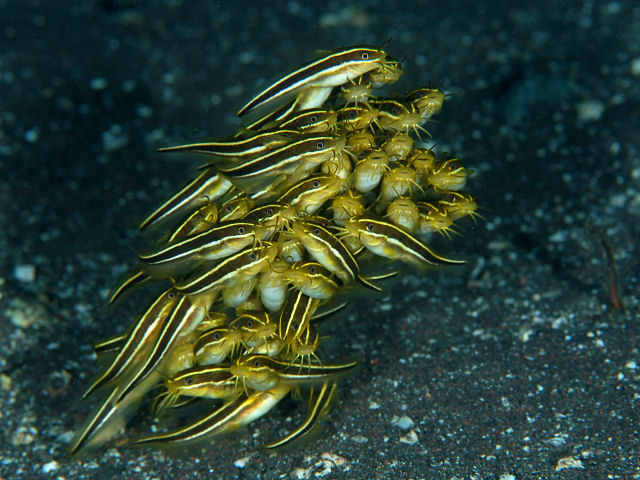
Plotosus japonicus

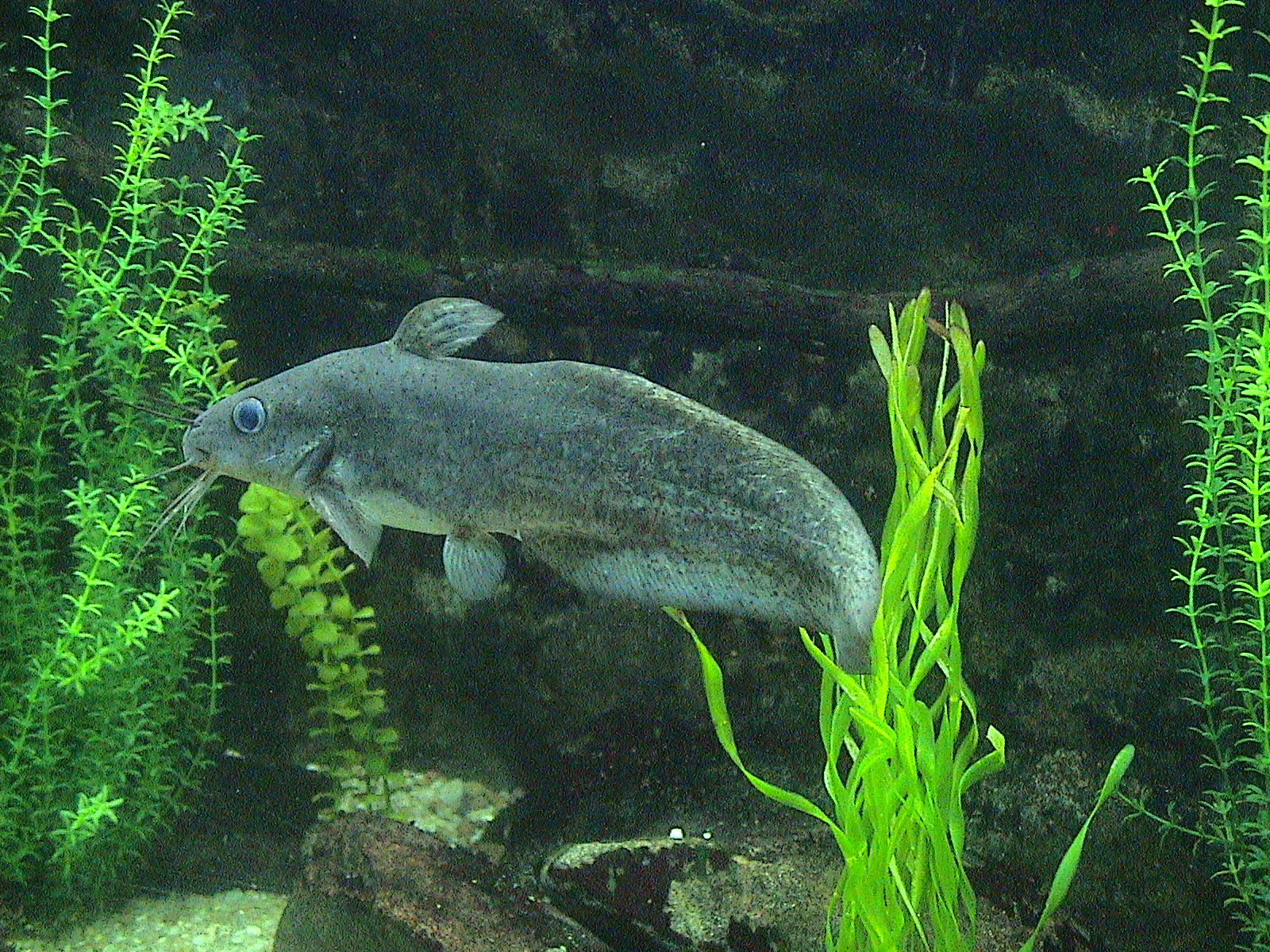
Tauwels (Tandanus tandanus)

- Familie Plotosidae (Korallenwelse) Bleeker, 1858
  - Gattung Anodontiglanis
    - Anodontiglanis dahli Rendahl, 1922

  - Gattung Cnidoglanis
    - Cnidoglanis macrocephalus (Valenciennes, 1840)

  - Gattung Euristhmus Ogilby, 1899
    - Euristhmus lepturus (Günther, 1864)
    - Euristhmus microceps (Richardson, 1845)
    - Euristhmus nudiceps (Günther, 1880)

  - Gattung Neosiluroides Allen & Feinberg, 1998
    - Neosiluroides cooperensis Allen & Feinberg, 1998

  - Gattung Neosilurus Steindachner, 1867
    - Neosilurus ater (Perugia, 1894)
    - Neosilurus brevidorsalis (Günther, 1867)
    - Neosilurus coatesi (Allen, 1985)
    - Neosilurus equinus (Weber, 1913)
    - Neosilurus gjellerupi (Weber, 1913)
    - Neosilurus gloveri Allen & Feinberg, 1998
    - Neosilurus hyrtlii Steindachner, 1867
    - Neosilurus idenburgi (Nichols, 1940)
    - Neosilurus mollespiculum Allen & Feinberg, 1998
    - Neosilurus novaeguineae (Weber, 1907)
    - Neosilurus pseudospinosus Allen & Feinberg, 1998

  - Gattung Oloplotosus Weber, 1913
    - Oloplotosus luteus Gomon & Roberts, 1978
    - Oloplotosus mariae Weber, 1913
    - Oloplotosus torobo Allen, 1985

  - Gattung Paraplotosus Bleeker, 1863
    - Paraplotosus albilabris (Valenciennes, 1840)
    - Paraplotosus butleri Allen, 1998
    - Paraplotosus muelleri (Klunzinger, 1880)

  - Gattung Plotosus La Cepède, 1803
    - Plotosus canius Hamilton, 1822
    - Plotosus fisadoha Ng & Sparks, 2002
    - Plotosus japonicus Yoshino & Kishimoto, 2008
    - Plotosus limbatus Valenciennes, 1840
    - Gestreifter Korallenwels (Plotosus lineatus) (Thunberg, 1787)
    - Plotosus nhatrangensis Prokofiev, 2008
    - Plotosus nkunga Gomon & Taylor, 1982
    - Plotosus papuensis Weber, 1910

  - Gattung Porochilus Weber, 1913
    - Porochilus argenteus (Zietz, 1896)
    - Porochilus meraukensis (Weber, 1913)
    - Porochilus obbesi Weber, 1913
    - Porochilus rendahli (Whitley, 1928)

  - Gattung Tandanus Mitchell, 1838
    - Tandanus bellingerensis Welsh et al., 2017
    - Tandanus bostocki Whitley, 1944
    - Tandanus tropicanus Welsh et al., 2014
    - Tauwels (Tandanus tandanus) (Mitchell, 1838)